# 오리과
오리과는 오리·기러기·고니 등을 포함하는 새의 분류이다. 여기에 포함되는 새들은 물에 떠서 헤엄칠 수 있으며, 잠수가 가능하다. 43개 속에 146종을 포함하고 있다.

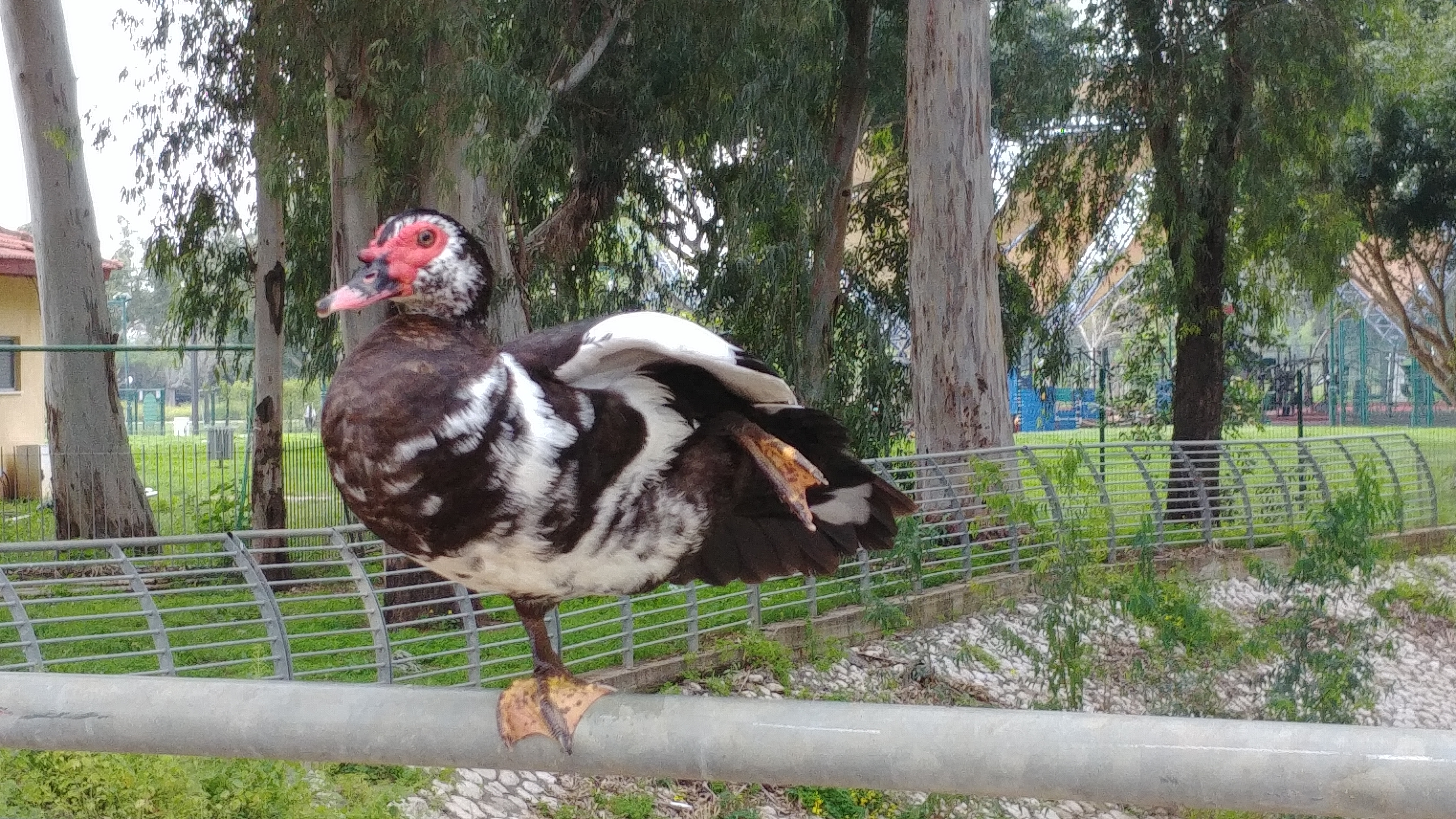
모스크바오리

## 하위 분류
- 오리아과 (Anatinae)
  - 오리족 (Anatini) - 청둥오리, 흰뺨검둥오리
  - 비오리족 (Mergini) - 검둥오리
  - 세운꼬리오리족 (Oxyurini) - 흰머리오리
  - 혹부리오리족 (Tadornini) - 혹부리오리
  - 원앙속 (Aix)
- 기러기아과 (Anserinae) - 거위, 고니, 기러기, 흑기러기, 흰기러기
- 흰죽지아과 (Aythyinae) - 흰죽지
- 고니오리아과 (Dendrocygninae) - 고니오리
- 박차날개기러기아과 (Plectropterinae) - 박차날개기러기
- 점무늬오리아과 (Stictonettinae) - 점무늬오리
- 탈라소르니아과(Thalassorninae) - 흰등오리